# P-14 (radar)
Radarul P-14 a fost o stație de radiolocație sovietică, care lucra în gama de unde metrice.  Radarul a lucrat independent sau în compunerea sistemelor automatizate de conducere din Apărarea Antiaeriană a Teritoriului. Radarul a fost realizat în trei variante, începând cu anul 1959. În aceste variante a fost și în înzestrarea țărilor fostului Tratat de la Varșovia, inclusiv în Armata României. A fost scos din fabricație în anul 2003. În prezent nu se exploatează.

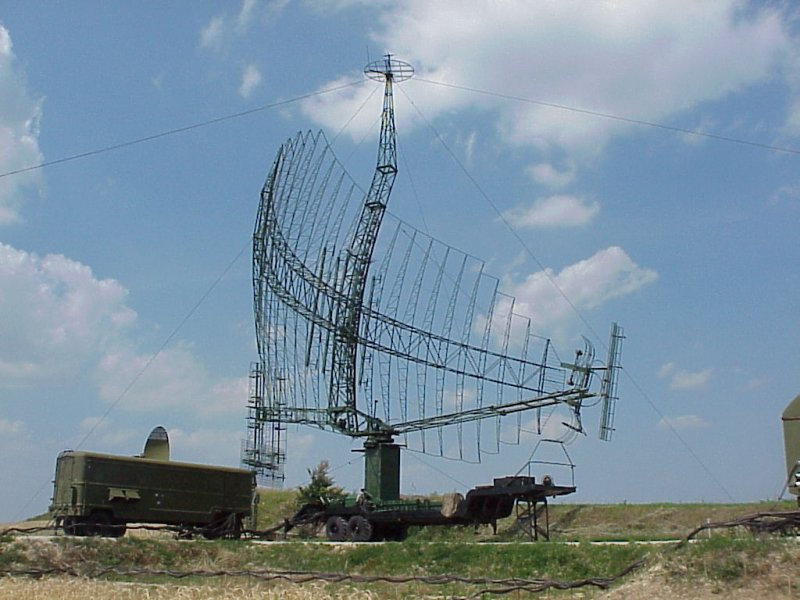
Sistemul de antenă al radarului P-14 ”Oborona-14”.

## Scurt istoric
Proiectarea radarului de avertizare timpurie P-14 a început în anul 1955 prin decret al Comitetului Central al PCUS, fiind primul radar de mare putere în gama VHF care a fost dezvoltat de către Uniunea Sovietică. Radarul a fost acceptat în serviciu în anul 1959 după finalizarea cu succes a programului de testare a radarelor. P-14 a fost dezvoltat sub conducerea lui V.I. Ovsyannikov de către biroul de proiectare SKB, o divizie de stat numită ”V.I. Lenin”, predecesorul actualului Institut de Cercetări pentru Inginerie Radio din Nijnâi Novgorod  (NNIIRT). Echipa care a realizat proiectul a fost distinsă cu ”Premiul Lenin” de către Uniunea Sovietică în anul 1960. 

## Destinație
Radarul a fost destinat pentru controlul spațiului aerian, descoperirea, determinarea coordonatelor (azimut, distanță), a vitezei și traiectoriei de zbor a țintelor aeriene la distanțe  și înălțimi mari, cu o înaltă posibilitate de separare, în condițiile unor intense acțiuni de război radioelectronic.

## Scurtă prezentare
- Radarul P-14 a fost produs în trei variante:  
  - P-14 "Lena" (index GRAU 1RL113 și 44Zh6), după clasificarea NATO - Tall King A, realizate din anul 1959, radare staționare;
  - P-14F "Furgon" (index GRAU 1RL113 F), după clasificarea NATO - Tall King B, realizat în anul 1966, radar semi-mobil;
  - P-14 "Oborona-14" (index GRAU 5N84A), după clasificarea NATO - Tall King C realizat din anul 1974, versiune mobilă.

Un total de 731 de radare (index GRAU 1RL113 "Lena"), au fost fabricate între 1959 și 1976, dintre care 24 au fost pentru export.
Radarul P-14 a fost înlocuit de radarul de supraveghere îndepărtată 55J6 ”Nebo” în anul 1982 care lucra tot în gama metrică.
Toate variantele de radare P-14 au fost dezvoltate pentru descoperirea și urmărirea îndepărtată a țintelor aeriene și au avut caracteristici de performanță similare între ele. Toate au folosit o singură antenă atât la emisie cât și la recepție; antena a fost un mare cadru deschis, o antenă parabolică trunchiată, antena a inclus un sistem de degivrare încălzit pentru condiții extreme.
Radarele P-14 erau capabile să modifice frecvența de lucru în jurul a patru frecvențe presetate pentru a contracara bruiajul activ și aparatură coerentă cu compensare pentru protecție la bruiajul pasiv, ambele sisteme capabile să suprime bruiajul cu până la 26 dB. În plus față de suprimarea bruiajului, ”Oborona-14”  putea utiliza cinci antene auxiliare pentru a găsi direcția și a localiza bruiajul. Producția ultimelor P-14 a fost desființată în anul 2003.   
- Radarul P-14, "Lena", staționar, de avertizare timpurie a fost instalat pe pozițiile pregătite în două clădiri, cu un singur etaj, (una pentru echipament și alta pentru grupul energetic diesel). Antena, care era o oglindă parabolică cu dimensiunea de 32 x 11 m, era situată lângă camera de comandă. Pentru identificarea apartenenței de stat a țintelor aeriene stația a fost echipată cu interogator terestru prin radiolocație NRZ-14.

Stația avea două indicatoare de observare circulară portative, care se instalau în punctul de comandă, la o distanță de radar de până la 1.000 de metri. Protecția la bruiaj a stației, în condițiile  efectelor bruiajului activ, era asigurată prin reacordarea pe o altă frecvență prestabilită. Pentru  protecția la bruiajul pasiv era folosită o aparatură coerentă de compensare cu tuburi potențialoscop.
Radarul "Lena" putea fi operat la temperatura ambiantă de  ± 50 ° C, și o viteză a vântului de până la 30 m/s.
- Radarul P-14F, "Furgon", a fost realizat în varianta transportabilă prin modificarea radarului P-14 ”Lena”. În compunerea lui au intrat: cinci unități de transport - două semiremorci cu echipament, una cu aparatura de emisie recepție, una cu aparatura de comandă, control, indicare  și 3 remorci cu sistemul de alimentare cu energie electrică. Radarul avea o remorcă separată cu doi indicatori și aparatura de comandă a radarului de la distanță, care se putea dispune la o distanță de până la 1.000 metri față de poziția de bază. Antena, era o oglindă parabolică de 32 m x 11 m, era montată pe o fundație pregătită. Ea se transporta în containere pe vehicule din afara compunerii stației. Pentru identificarea radar a țintelor aeriene radarul era echipat cu un interogator prin radiolocație de la sol de tip NRZ-14. Stația avea prevăzute trei moduri de funcționare:
- standard (permanent) - cu  distanța maximă de descoperire;
- altitudine - cu creșterea limitei superioare a zonei de cercetare în unghi de înălțare;
- scanare - alternativ includerea condițiilor standard și de mare altitudine.

Era posibil să se controleze modurile de lucru de la distanță. Protecția la bruiaj a radarului în condițiile efectelor bruiajului activ era asigurată prin reacordarea pe o altă frecvență prestabilită.
Pentru  protecția la bruiajul pasiv (ca și la radarul ”Lena”) era folosită o aparatură coerentă de compensare cu tuburi potențialoscop.
Radarul "Furgon" putea fi operat la temperatura ambiantă de  ± 50 ° C, și o viteză a vântului de până la 30 m/s.
- Radarul P-14, "Oborona-14"

Radarul de descoperire îndepărtată ”Oborona-14" – era transportabil, cu protecția la bruiaj modificată față de radarul ”Lena”. Stația avea în compunere șase unități de transport: două semiremorci cu aparatură (AP1, AP2); două cu dispozitivul de antenă catarg (ANP1, ANP2) și două remorci cu sursa de alimentare a sistemului (5E88). Antena pliabilă se transporta în șase unități de transport și se putea instala în aproximativ 24 de ore.  Pe o remorcă separată (AP3) era instalat un post de comandă de la distanță cu doi indicatori. Acest post putea fi instalat la o distanță de 1 km față de poziția de bază a radarului. Pentru identificarea prin radiolocație a țintelor aeriene stația a fost echipată cu interogator terestru prin radiolocație de tip NRZ-14 sau aparatura ”Parola”.
Radarul avea prevăzute trei moduri de funcționare:
- standard (permanent) - cu o distanță maximă de descoperire;
- altitudine - cu creșterea limitei superioare a zonei de cercetare în unghi de înălțare;
- scanare - alternativ includerea condițiilor standard și de mare altitudine.

Protecția radarului în condițiile acțiunii bruiajului activ se asigura, prin reacordarea pe o altă frecvență de lucru și, pentru prima dată, folosirea unui sistem de autocompensare pe trei canale, care intra primul în funcțiune. Pentru protecția împotriva bruiajului pasiv (ca în radarul "Lena"), era utilizat un echipament coerent de compensare pe tuburi potențialoscop. 
Radarul "Oborona- 14" putea fi operat la temperatura ambiantă de ± 50° C și o viteză a vântului de până la 30 m/s.
Modernizări ale radarului ”Oborona-14”: radarul cu specificația 5N84AĂ a fost pentru export și dispunea de aparatură de climatizare a aerului pentru cabinele cu aparatură; radarul cu specificația 44J6 (realizat în anul 1979) a fost o variantă staționară a radarului 5N84AĂ.

## Date tehnico-tactice
- Radarul P-14, "Lena"
- Gama de undă:  metrică (150 - 170 MHz);
- Frecvența de repetiție a impulsurilor: 100 sau 200 Hz;
- Durata impulsurilor de sondaj: 10 microsecunde;
- Puterea în impuls: 700 - 900 kW;
- Puterea medie: 800 W;
- Lățimea diagramei de directivitate în plan orizontal: 4 până la 8 grade;
- Domeniul de cercetare:
  - - în azimut,grade: 360;
  - - în altitudine, grade: 12;
  - - în înălțime, km: 35;
- Distanța de detectare a țintelor (cum ar fi un ”luptător”), la o altitudine  de 10.000 m, în km: 300;
- Precizia de măsurare a coordonatelor:
  - - în distanță, în metri: 1.500;
  - - în azimut, în grade: 1,5;
- Factorul de observare a țintelor pe fondul bruiajului pasiv cu sistemul SȚM în funcțiune, în dB: 26;
- Tipul de informații de ieșire: analog;
- Rata de actualizare a informațiilor: 30, 15 și 10 de secunde;
- Timpul mediu între defecțiuni, în ore: 80;
- Consumul de energie, în kW: 60;
- Personalul de deservire: 5 (un schimb);
- Radarul P-14F, "Furgon"
- Gama de undă:  metrică (160 - 170 MHz);
- Frecvența de repetiție a impulsurilor: 100 sau 200 Hz;
- Durata impulsurilor de sondaj: 10 microsecunde;
- Puterea în impuls: 700 - 900 kW;
- Puterea medie: 800 W;
- Lățimea diagramei de directivitate în plan orizontal: 4 până la 8 grade;
- Domeniul de cercetare:
  - - în azimut,grade: 360;
  - - în altitudine, grade: 12 (în modul standard); 17 (în modul altitudine);
  - - în înălțime, km: 35 (în modul standard);
- Distanța de detectare a țintelor (cum ar fi un ”luptător”), la o altitudine  de 10.000 m, în km: 300 (în modul standard); 280 (în modul altitudine);
- Precizia de măsurare a coordonatelor:
  - - în distanță, în metri: 1.500;
  - - în azimut, în grade: 1,5;
- Factorul de observare a țintelor pe fondul bruiajului pasiv cu sistemul SȚM în funcțiune, în dB: 26;
- Tipul de informații de ieșire: analog;
- Rata de actualizare a informațiilor: 10 și 20 de secunde;
- Timpul mediu între defecțiuni, în ore: 100;
- Consumul de energie, în kW: 74;
- Personalul de deservire: 5 (un schimb);
- Timp de desfășurare-strângere, ore: 62.
- Radarul P-14, "Oborona-14"
- Gama de undă:  metrică (160 - 170 MHz);
- Frecvența de repetiție a impulsurilor: 100 sau 200 Hz;
- Durata impulsurilor de sondaj: 10 microsecunde;
- Puterea în impuls: 700 - 900 kW;
- Puterea medie: 800 W;
- Lățimea diagramei de directivitate în plan orizontal: 4 până la 8 grade;
- Domeniul de cercetare:
  - - în azimut,grade: 360;
  - - în altitudine, grade: 12 (în modul standard); 17 (în modul altitudine);
  - - în înălțime, km: 45 (în modul standard);
- Distanța de detectare a țintelor (cum ar fi un ”luptător”), la o altitudine  de 10.000 m, în km: 300 (în modul standard); 280 (în modul altitudine);
- Precizia de măsurare a coordonatelor:
  - - în distanță, în metri: 1.200;
  - - în azimut, în grade: 1,2;
- Factorul de observare a țintelor pe fondul bruiajului pasiv cu sistemul SȚM în funcțiune, în dB: 26;
- Tipul de informații de ieșire: analog;
- Rata de actualizare a informațiilor: 10 și 20 de secunde;
- Timpul mediu între defecțiuni, în ore: 90;
- Consumul de energie, în kW: 100;
- Personalul de deservire: 6 (un schimb);
- Timp de desfășurare-strângere, ore: 24.